# Сен-Сильвен-Ба-ле-Рок
Сен-Сильве́н-Ба-ле-Рок (фр. Saint-Silvain-Bas-le-Roc) — коммуна во Франции, находится в регионе Лимузен. Департамент коммуны — Крёз. Входит в состав кантона Буссак. Округ коммуны — Гере.
Код INSEE коммуны — 23240.

## Население
Население коммуны на 2010 год составляло 498 человек.
| 1962 | 1968 | 1975 | 1982 | 1990 | 1999 | 2010 |
| ---- | ---- | ---- | ---- | ---- | ---- | ---- |
| 503  | 517  | 532  | 558  | 527  | 504  | 498  |

## Экономика
В 2010 году среди 308 человек трудоспособного возраста (15—64 лет) 204 были экономически активными, 104 — неактивными (показатель активности — 66,2 %, в 1999 году было 72,7 %). Из 204 активных жителей работали 180 человек (103 мужчины и 77 женщин), безработных было 24 (11 мужчин и 13 женщин). Среди 104 неактивных 25 человек были учениками или студентами, 49 — пенсионерами, 30 были неактивными по другим причинам.